# Ornella Vanoni
Ornella Vanoni (* 22. září 1934 Milán) je italská zpěvačka.
Svou uměleckou dráhu započala v roce 1960 jako divadelní herečka v souboru Bertolta Brechta pod režisérem Giorgio Strehlerem. V té době také začala zpívat a pořizovat nahrávky pro vyšší vrstvy společnosti. Ve svém podání zpívala folklorní a populární písně zejména ty, které měly souvislost s organizovaným zločinem což jí přineslo přezdívku Cantante della mala (doslovně přeloženo zpěvačka podsvětí).
Brzy nadto její popularita vzrostla díky písním Senza fine a Che cosa c'e (1963), které pro ni napsal Gino Paoli. V roce 1964 vyhrála festival v Neapoli s písní Tu si na cosa grande.
Následně se zúčastnila série festivalů v Sanremu, kde měla velký úspěch písněmi Abbracciami forte (1965), Io ti daró di piú (1966), La musica é finita (1967), Casa bianca (1968) a Eternitá (1970). Píseň Casa Bianca se stala předmětem sporu mezi jejím autorem Don Backym a klanem Adriana Celentana ve kterém se jednalo o autorská práva.
Během té doby vydala písně Una ragione di piú, Un'ora sola ti vorrei, L'appuntamento a Non Dirmi Niente, která se stala takovým hitem jako byla svého času píseň Don't Make Me Over skupiny Swinging Blue Jeans ve Velké Británii.
V r. 1976 se poznala s Viniciem de Moraesem a Toquinhem a vydala písně La voglia la pazzia a I'incoscienza e I'allegria. V osmdesátých letech také přišly na svět písně Ricetta di donna (1980), Uomini (1983) a Ti lascio una canzone (1985 - duet s Gino Paolim). V roce 1989 přijela znovu do Sanrema s Io come faró.
V r. 1999 nahrála Alberi - duet s Enzo Gragnaniellim. Nahrávky té doby pocházely většinou z live koncertů, kde zpívala jako host. V r. 2004 vydala spolu s Ginem Paolim duo album na oslavu svých 70. narozenin.
Kromě své pěvecké kariéry Ornella působila i v dalších uměleckých směrech. Třeba ve filmech kde pózovala i nahá pro italskou verzi Playboye a v televizních programech jako je Striscia la notizia (parodie denních zpráv, korupce politiků, společenských nešvarů).
Zařazení jejího největšího hitu L'Appuntamento (1970) do alba Ocean's Twelve soundtrack znovu podnítilo zájem publika o její zpěv po celém světě.

## Diskografie
Alba (výběr)
- 1961 - Ornella Vanoni (1961)
- 1963 - Le canzoni di Ornella Vanoni
- 1965 - Caldo
- 1966 - Ornella (album)
- 1967 - Ornella Vanoni (1967)
- 1968 - Ai miei amici cantautori
- 1969 - Io sì - Ai miei amici cantautori 2. díl
- 1970 - Appuntamento con Ornella Vanoni
- 1971 - Ah! L'amore l'amore, quante cose fa fare l'amore! (live)
- 1972 - Un gioco senza età
- 1972 - Hits (album) (výběr)
- 1972 - L'amore (album) (výběr)
- 1973 - Dettagli
- 1973 - Ornella Vanoni e altre storie
- 1974 - A un certo punto
- 1974 - La voglia di sognare
- 1974 - Quei giorni insieme a te (výběr)
- 1975 - Uomo mio bambino mio
- 1976 - La voglia la pazzia l'incoscienza l'allegria
- 1976 - Amori miei (album)
- 1976 - Più (album)
- 1976 - Màs
- 1977 - Album (album)
- 1977 - Io dentro
- 1977 - Io fuori
- 1978 - Vanoni
- 1979 - Oggi le canto così, 1. díl
- 1980 - Oggi le canto così, 2. díl
- 1980 - Ricetta di donna
- 1981 - Duemilatrecentouno parole
- 1982 - Licht und schatten
- 1982 - Oggi le canto così, 3. díl
- 1982 - Oggi le canto così, 4. díl
- 1983 - Uomini (album)|Uomini
- 1985 - Insieme (album)|Insieme - Ornella Vanoni a Gino Paoli (live)
- 1986 - Ornella &...
- 1987 - O (Vanoni)
- 1989 - Il giro del mio mondo
- 1990 - Quante storie
- 1992 - Stella nascente
- 1993 - In più - 17 brani che vi ricanterei volentieri (výběr)
- 1995 - Io sono come sono... (výběr)
- 1995 - Sheherazade
- 1997 - Argilla (album)|Argilla
- 1999 - Adesso (Ornella Vanoni) (live)
- 2001 - Ornella Vanoni Live@RTSI (live)
- 2001 - Un panino una birra e poi...
- 2001 - E poi...la tua bocca da baciare
- 2002 - Sogni proibiti (album)
- 2003 - Noi, le donne noi
- 2004 - Ti ricordi? No non mi ricordo - Ornella Vanoni a Gino Paoli
- 2005 - VanoniPaoli Live - Ornella Vanoni a Gino Paoli (live)
- 2007 - Una bellissima ragazza
- 2008 - Più di me

Singly (výběr)
- 1959 - Ma mi... / Le mantellate
- 1961 - Senza fine / Se qualcuno ti dirà
- 1961 - Cercami / Un grido
- 1963 - Che cosa c'è / La fidanzata del bersagliere
- 1964 - Tu sì 'na cosa grande / Ammore mio
- 1965 - Abbracciami forte / Non voglio più
- 1966 - Io ti darò di più / Splendore nell'erba
- 1967 - La musica è finita / Un uomo
- 1967 - Tristezza / Il mio posto qual è
- 1968 - Casa Bianca / Serafino
- 1969 - Una ragione di più / Quando arrivi tu
- 1970 - Eternità / Sto con lui
- 1970 - L'appuntamento / Uomo, uomo
- 1971 - Domani è un altro giorno / C'è qualcosa che non sai
- 1971 - Il tempo d'impazzire / Variante
- 1972 - Che barba amore mio / Il mio mondo d'amore
- 1973 - Dettagli / Pazza d'amore
- 1973 - Sto male / Superfluo
- 1974 - Stupidi / La gente e me
- 1974 - La voglia di sognare / Guardo, guardo e guardo
- 1975 - Uomo mio, bambino mio / Canta canta
- 1976 - Più / Dimmi almeno se
- 1977 - Domani no / Ti voglio
- 1980 - Innamorarsi / Il telefono
- 2008 - Solo un volo (s Erosem Ramazzottim)

## Filmografie
- Romolo e Remo (film), Sergio Corbucci (1961)
- Col ferro e col fuoco, Fernando Cerchio (1962)
- Canzoni in bikini, Giuseppe Vari (1963)
- Amori pericolosi, Carlo Lizzani (1964)
- I ragazzi dell'Hully Gully, Marcello Giannini (1964)
- Per un pugno di canzoni, José Luis Merino (1966)
- Cabaret (film), Ugo Rosselli (1969)
- I viaggiatori della sera, Ugo Tognazzi (1979)
- Il cielo sotto la polvere, Sergio Mascheroni